# Simo Häyhä

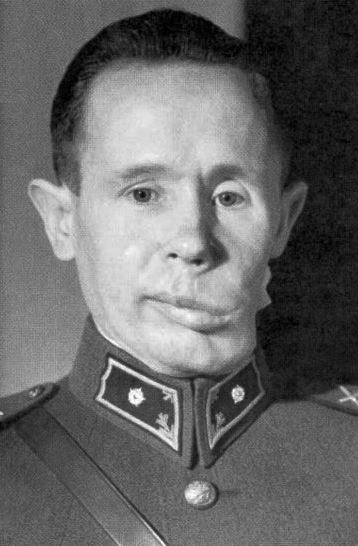
Simo Häyhä (1940)

Simo Häyhä (* 17. Dezember 1905 in Rautjärvi; † 1. April 2002 in Hamina) war ein finnischer Soldat, der im Winterkrieg (1939–1940) als Scharfschütze diente. Von den Soldaten der Roten Armee wurde Häyhä als „Weißer Tod“ (russisch: Белая смерть, Belaja smert; finnisch: Valkoinen kuolema; schwedisch: den Vita döden) bezeichnet. Hauptsächlich mit einer finnischen Version M/28 der sowjetischen Repetierbüchse Mosin-Nagant ausgerüstet, tötete Häyhä mehr als 500 sowjetische Soldaten. Insgesamt beträgt die Anzahl der Abschüsse möglicherweise über 700. Damit hat er die höchste Anzahl von bestätigten Tötungen eines einzigen Scharfschützen in einem Krieg.

## Wehrdienst und Dienst im Winterkrieg
Häyhä wurde im Bezirk Rautjärvi in der Nähe der heutigen Grenze zwischen Finnland und Russland geboren. Ab 1925 leistete er zunächst den einjährigen Wehrdienst und arbeitete anschließend als Landwirt. In dieser Zeit schloss er sich auch der finnischen Nationalgarde (Suojeluskunta) an, bevor er im Winterkrieg zwischen Finnland und der Sowjetunion (1939/40) erneut Soldat wurde.
Nach seiner Einberufung wurde Häyhä der Infanterie als Scharfschütze zugeteilt und diente in der 6. Kompanie des Infanterieregiments (JR) 34. Seine Einheit kämpfte in der Schlacht von Kollaa gegen Teile der 9. und 14. Sowjetarmee. Dem Umstand, dass die Finnen diesen Frontabschnitt bis zum Ende des Winterkrieges hielten, ist es zu verdanken, dass die dort eingesetzten Soldaten als besonders heroisch betrachtet werden.
Häyhä werden 505 bestätigte und 37 unbestätigte Abschüsse mit seinem Scharfschützengewehr zugeschrieben. Die inoffiziellen Statistiken von der Front während der Schlacht von Kollaa sprechen sogar von über 800. Zu den über 500 mit seinem Scharfschützengewehr getöteten Soldaten kommen vermutlich nochmals mindestens 200 Tötungen mit einer Maschinenpistole Suomi M-31. Somit käme Häyhä auf eine Gesamtzahl von über 700 getöteten Menschen. Allerdings ist nicht ganz geklärt, ob diese 200 nicht ursprünglich dem vermutlich fiktiven finnischen Kriegshelden Sulo Kolkka zugeschrieben wurden (der aber wohl durch eine Verwechslung ausländischer Reporter mit dem Journalisten Sulo Kolkka entstand und vermutlich auf Simo Häyhä basierte). Im Hinblick auf die große Zahl seiner Abschüsse ist es bemerkenswert, dass er sie in nur 100 Tagen Fronteinsatz erzielte, wobei um diese Jahreszeit die Nächte noch sehr lang sind.

## Vorgehensweise

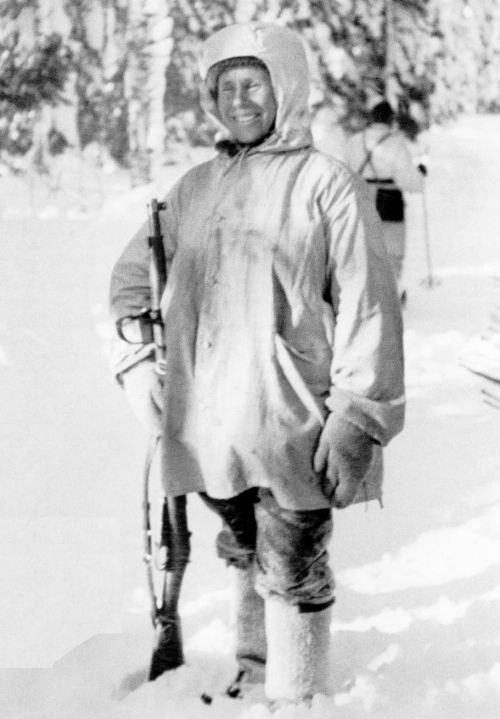
Simo Häyhä während des Winterkrieges (1940)

Als Gewehr verwendete Häyhä ein Mosin-Nagant M/28. Dabei handelt es sich um eine finnische Variante des ursprünglich russischen Gewehrs Mosin-Nagant, das aufgrund der Silhouette der Kimme als Pystykorva (dt. Spitzhund) bezeichnet wurde. Er bevorzugte dabei aus den folgenden Gründen die offene Visierung statt eines Zielfernrohrs:
- Er wollte ein kleineres Ziel abgeben, denn ein Scharfschütze muss seinen Kopf stärker anheben, wenn er ein Zielfernrohr benutzt.
- Er wollte Sichtprobleme verhindern, da das Glas eines Zielfernrohrs leicht beschlagen kann.
- Er wollte sein Versteck verbergen; die Reflexion von grellem Sonnenlicht auf der Linse des Zielfernrohrs kann die Position des Scharfschützen verraten.

Um zu verhindern, dass man in der Kälte seinen Atem sehen konnte, nahm Häyhä jeweils ein Stück Schnee in den Mund.
Neben seinem Gewehr benutzte er als zusätzliche Waffe die Maschinenpistole Suomi M-31.

## Ende des Kriegseinsatzes
Am 6. März 1940 wurde Häyhä durch den Schuss eines sowjetischen Scharfschützen im Gesicht getroffen. Das Geschoss drang in den Kiefer ein, rotierte und hinterließ beim Austritt eine schwere Kopfverletzung auf der linken Unterkieferhälfte.
Am 13. März 1940, dem Tag, als der Friedensvertrag mit der Sowjetunion unterschrieben wurde, soll er sein Bewusstsein wiedererlangt haben. Er arbeitete anschließend, weitgehend gesundet, als Jäger. Kurz nach dem Krieg wurde Häyhä durch den Oberbefehlshaber Feldmarschall Carl Gustaf Emil Mannerheim vom Dienstgrad Unteroffizier direkt zum Leutnant befördert, ein in der finnischen Militärgeschichte einmaliger Vorgang.

## Orden
- Finnischer Orden des Freiheitskreuzes 1., 2., 3. und 4. Klasse

## Späteres Leben
Häyhä benötigte mehrere Jahre, um sich von seiner schweren Verwundung zu erholen. Nach dem Ende des Zweiten Weltkriegs wurde er ein erfolgreicher Elchjäger und Hundezüchter. 1998 gab er auf Nachfrage an, dass er seine hohe Präzision „durch Übung“ erreicht habe. Die Frage, ob er es bereue, so viele Menschen getötet zu haben, beantwortete er mit „Ich tat, was mir aufgetragen wurde, so gut ich es konnte. Es gäbe kein Finnland, hätte dies nicht jeder andere ebenso getan“.

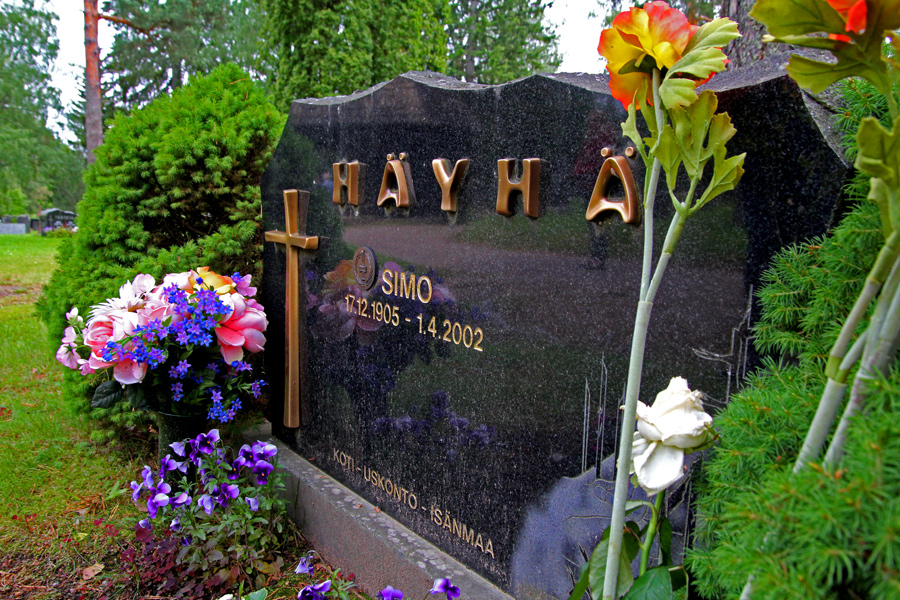
Häyhäs Grab auf dem Friedhof der evangelischen Kirche von Ruokolahti (2014)

Simo Häyhä verbrachte die letzten Jahre seines Lebens in dem kleinen Ort Ruokolahti, der im Südosten Finnlands an der russischen Grenze liegt.
Häyhä war weder verheiratet noch hatte er Kinder.

## Zitat
„Den Rückstoß!“

## In der Populärkultur
- In der Fernsehshow Suuret suomalaiset (Die größten Finnen) des Finnischen Staatsfernsehens YLE wurde Häyhä an 74. Position genannt.
- Im Manga Record of Ragnarok wird Häyhä als elfter Kämpfer für die Menschheit eingesetzt.
- Das Lied "White Death" der schwedischen Power-Metal-Band Sabaton ist Häyhä gewidmet[13]